# Vækstperiode
Vækstperioden er den del af året, hvor planterne har tilvækst. Rodvæksten kan hos nogle planter foregå ved temperaturer helt til 0 °C, men almindeligvis indstilles alle livsfunktioner, når temperaturen i jorden kommer under 5 °C. Topvæksten er derimod styret af en kombination af lys og varme, eller mere præcist: af forholdet mellem nettoprimærproduktionen fra fotosyntesen og tørstoftabet i åndingen. Vækstperiodens længde bestemmes derfor af den lysmængde, som er den mindste mulige, når fotosyntesen skal give overskud i forhold til åndingstabet. 
Planterne har indbygget en hel række låsninger, der forhindrer dem i at springe ud for tidligt. Vinterdvalen kan kun brydes, når disse hormonelle låsninger er brudt gennem en række stofskifteprocesser hen gennem foråret. Når det er sket, vil planten springe ud i den første, milde periode, og derefter satser den al sin oplagrede stivelse på vækst i etårsskud og blade.
Når bladene er foldet ud, begynder de straks af have fotosyntese, og efter det 5. blad begynder planten at have nettooverskud. På den anden side af Skt. Hans går lysmængden ned, samtidig med at temperaturen stiger. Det betyder mindre fotosyntese og mere åndingstab og derfor mindre vækstkraft. 
I løbet af sommeren og efteråret afslutter planten sin tilvækst og indleder oplagringen af ny stivelse i veddet. Afslutningen af væksten er igen styret af hormonelle balancer, som på deres side viser en tilpasning til de lokale klimaforhold. Planter af samme art, men fra forskellige breddegrader, vil afslutte væksten på forskellige tidspunkter. De nordlige provenienser (økotyper, herkomster eller frøkilder) vil afslutte først, mens de sydlige vil vente længst.
Denne arveligt betingede forskel i afmodning er en af hoveårsagerne til forskelle i hårdførheden hos planter af samme art.